# Dorothea Sophie av Sachsen-Altenburg
Dorothea Sophie av Sachsen-Altenburg, född den 19 december 1587, död den 10 februari 1645, var en tysk abbedissa och tysk-romersk furstinna som regerande abbedissa och monark av den självstyrande klosterstaten Quedlinburgs stift.
Dorothea Sophies regeringstid präglades av konflikter med Sachsen, som var stiftets beskyddare, och det trettioåriga krigets härjningar, som drabbades Quedlinburg hårt. År 1627 lät hon utfärda en ny kyrko- och polisförordning. År 1639 lät hon anordna ett offentligt firande av reformationens hundraårsjubileum i Quedlinburg.   
Hon lät publicera Abraham Langens "Christliche Kinderlehre. Darinnen der Heilige Catechismus D. Martini Lutheri aus der Heiligen Schrifft erkleret", med en egenskriven kommentar lika lång som huvudskriften.